# Pumhart von Steyr
O Pumhart von Steyr é um canhão medieval austríaco de grande dimensão, e a maior bombarda, em calibre, em ferro forjado. Este canhão foi produzido no início do século XV e podia disparar projecteis (de acordo com calculos recentes) de pedra de 690 kg a 600 m, carregado com 15 kg de pólvora, com uma elevação de 10°.
Esta bombarda encontra-se no Museu Heeresgeschichtliches em Viena.